# Шнитман, Лев Александрович
Лев Александрович (Григорий Григорьевич) Шнитман (1890 — 1938) — советский разведчик, полковник.

## Биография
Родился в еврейской семье рабочих. В 1907 окончил реальное училище, в 1909 два курса университета. На военной службе с 1914, участник Первой мировой войны, воевал в 1914-1917 в составе артиллерийского дивизиона как вольноопределяющийся, затем прапорщик. В 1918 вступил в РКП(б) и в РККА. В 1919−1920 военный комиссар во 2-й стрелковой дивизии. В 1921−1926 служил в 1-й Конной армии, был комендантом в Ростове и Нахичевани. С 1926 в Разведывательном управлении Штаба РККА. 
В 1926−1929 помощник военного атташе в Веймарской республике. В 1929−1930 военный атташе в Финляндии. В 1930−1932 начальник Особого артиллерийского конструкторского бюро. В 1932−1934 снова помощник военного атташе в Веймарской республике, а затем и в Третьем рейхе. В 1934−1935 заместитель начальника группы контроля при Народном комиссаре обороны СССР. В 1935−1936 находился в распоряжении Разведывательного управления Красной армии. В 1936−1938 военный атташе в Чехословакии. Проживал в Москве по адресу: Лубянский проезд, дом 17, квартира 6. 
14 января 1938 арестован НКВД. Осуждён Военной коллегией Верховного суда СССР по обвинению в шпионаже и участии в военном заговоре в РККА к ВМН 28 августа того же года. Был расстрелян в день вынесения обвинительного приговора. 21 марта 1956 посмертно реабилитирован определением Военной коллегии Верховного суда СССР.

### Звания
- прапорщик (1910-е);
- полковник (13 декабря 1935).